# Britse Gemenebestspelen 1974
De tiende Britse Gemenebestspelen, (British Commonwealth Games), een evenement dat tegenwoordig onder de naam Gemenebestspelen bekend is, werden gehouden van 24 januari tot en met 2 februari 1974, in Christchurch, Nieuw-Zeeland. Het was de tweede en laatste keer dat de spelen onder deze naam georganiseerd werden, de eerste vier edities werden als de “British Empire Games” georganiseerd, de daarop volgende vier als de “British Empire and Commonwealth Games”.
Er namen 38 teams deel aan deze editie, vier minder dan de record deelname in 1970. Debuterende teams waren Botswana, de Cookeilanden, Lesotho, Samoa en Tonga. Van de deelnemers in 1970 ontbraken Antigua, de Bahama's, Dominica, Guyana, Malta, Pakistan, Saint Lucia, Sierra Leone en Sri Lanka op deze editie. Belize ontbrak voor de tweede opeenvolgende keer.
Net als op de spelen van 1950-1970 werden er negen sporten beoefend. De schietsport stond na 1966 voor de tweede keer op het programma en verving het schermen dat de laatste zes edities een van de georganiseerde sporten was. Bij deze spelen werd in Nieuw-Zeeland voor het eerst in kleur uitgezonden.

## Deelnemende teams

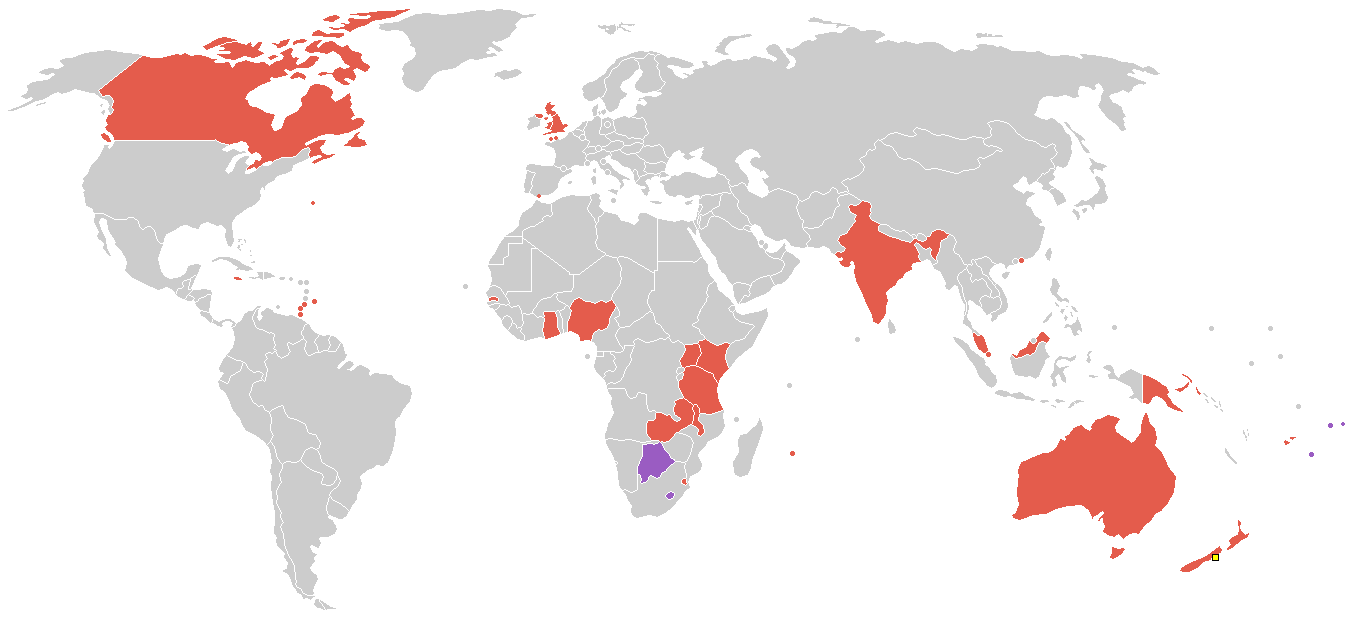
Deelnemende teams

## Sporten
| Sport                            | Onderdelen | Onderdelen | Onderdelen | Onderdelen |
| Sport                            | Tot.       | M          | V          | Mix        |
| -------------------------------- | ---------- | ---------- | ---------- | ---------- |
| Atletiek                         | 37         | 23         | 14         |            |
| Badminton                        | 5          | 2          | 2          | 1          |
| Boksen                           | 11         | 11         | 0          |            |
| Bowls                            | 3          | 3          | 0          |            |
| Gewichtheffen                    | 9          | 9          | 0          |            |
| Schietsport                      | 6          | 6          | 0          |            |
| Wielersport                      | 7          | 7          | 0          |            |
| Worstelen                        | 10         | 10         | 0          |            |
| Zwemsport Schoonspringen Zwemmen | 4 29       | 2 15       | 2 14       |            |
| Totaal                           | 121        | 88         | 32         | 1          |

## Medaillespiegel
| Plaats | Land               | Goud | Zilver | Brons | Totaal |
| 1      | Australië          | 29   | 28     | 25    | 82     |
| 2      | Engeland           | 28   | 31     | 21    | 80     |
| 3      | Canada             | 18   | 24     | 24    | 66     |
| 4      | Nieuw-Zeeland      | 9    | 8      | 18    | 35     |
| 5      | Kenia              | 7    | 2      | 9     | 18     |
| 6      | India              | 4    | 8      | 3     | 15     |
| 7      | Schotland          | 3    | 5      | 11    | 19     |
| 8      | Nigeria            | 3    | 3      | 4     | 10     |
| 9      | Noord-Ierland      | 3    | 1      | 2     | 6      |
| 10     | Oeganda            | 2    | 4      | 3     | 9      |
| 11     | Jamaica            | 2    | 1      | 0     | 3      |
| 12     | Wales              | 1    | 5      | 4     | 10     |
| 13     | Ghana              | 1    | 3      | 5     | 9      |
| 14     | Zambia             | 1    | 1      | 1     | 3      |
| 15     | Maleisië           | 1    | 0      | 3     | 4      |
| 16     | Tanzania           | 1    | 0      | 1     | 2      |
| 17     | Saint Vincent      | 1    | 0      | 0     | 1      |
| 18     | Trinidad en Tobago | 0    | 1      | 1     | 2      |
| 18     | West-Samoa         | 1    | 0      | 0     | 1      |
| 20     | Singapore          | 0    | 0      | 1     | 1      |
| 20     | Swaziland          | 0    | 0      | 1     | 1      |
| Totaal | Totaal             | 121  | 121    | 132   | 374    |

1930 ·
1934 ·
1938 ·
1950 ·
1954 · 
1958 · 
1962 · 
1966 ·
1970 · 
1974 ·
1978 ·
1982 ·
1986 ·
1990 ·
1994 ·
1998 ·
2002 ·
2006 ·
2010 ·
2014 ·
2018 ·
2022 ·
2026